# ポーラ・アブドゥル
ポーラ・アブドゥル（Paula Abdul, Paula Julie Abdul 1962年6月19日 - ）は、アメリカ合衆国カリフォルニア州サンフェルナンド出身の歌手、ダンサー、振付師、元チアリーダーである。
全世界で6000万枚のレコード総売り上げ枚数を誇り、5度の受賞を含む17度に渡るMTV Video Music Awardsへのノミネートに加え、グラミー賞、アメリカン・ミュージック・アワード、エミー賞など多種多様な受賞歴を持つ。ダンスを主体とした彼女の音楽性は安室奈美恵など国を問わず後進の女性アーティストにも影響を与えた。
「ビルボードの選ぶ歴史上最も偉大なHot 100女性アーティスト」において26位。

## 経歴
ユダヤ系シリア人の父親と、ロシアとウクライナから北米に移住したユダヤ人をルーツに持つ母親との間に生まれた。
元々NBAのチアリーダーをしていたが、1980年代に入りザ・ジャクソンズから振り付けを依頼されたことがきっかけで振付師としてのキャリアがスタート。ジャネット・ジャクソンの振り付けを担当（ジャネットのWhat Have You Done For Me LatelyやNastyのビデオには出演もしている）し一躍注目されると共に、他にもZZトップやデュラン・デュランなどの数々のアーティストのコレオグラファーとして、更にエディ・マーフィ主演の『星の王子 ニューヨークへ行く』などの映画作品の劇中ダンスシーンの振付師としても活躍する。

### 1988-1999: 歌手としてのデビューと成功

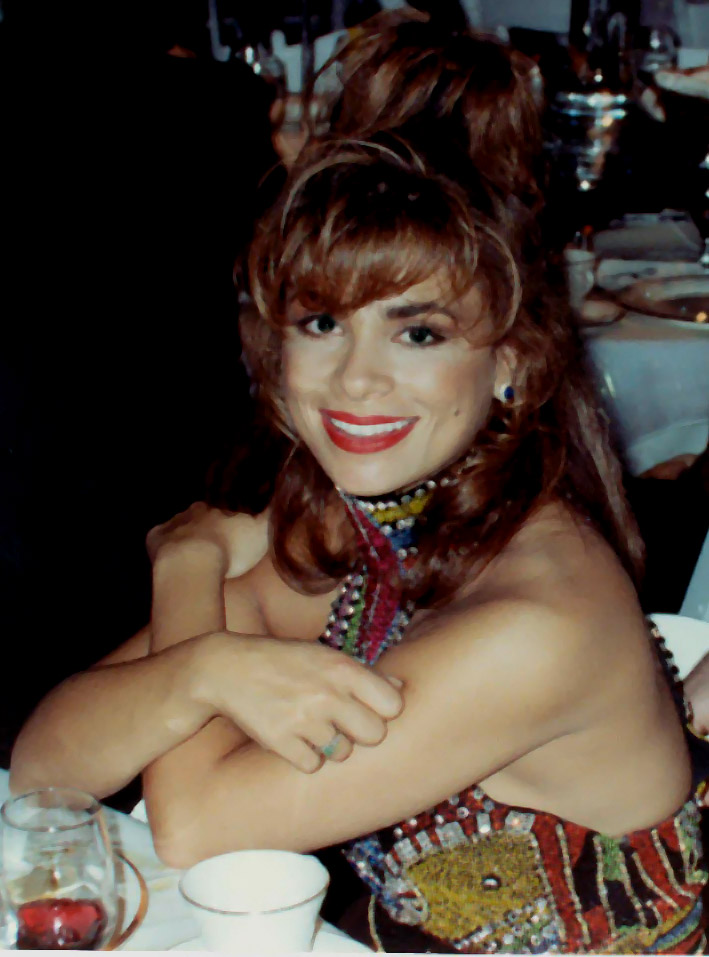
1990年のエミー賞授賞式でのポーラ

振付師としての活躍が目に留まり、ヴァージン・レコードと契約。1988年にデビューアルバム『Forever Your Girl』を発表。このアルバムは発表から62週間をかけて米・ビルボード誌のアルバムチャートで1位を記録し、頂点に立つまでに一番長くかかったアルバムとして知られている。最初にシングルカットされた「あいつにノック・アウト」(Knocked Out)こそ、シングルチャート41位という成績に終わったが、「ストレイト・アップ」(Straight Up)が、デビッド・フィンチャーの手によるハイセンスなビデオで注目されてヒット。これに続いて「冷たいハート」(Cold Hearted)、「フォーエバー・ユア・ガール」(Forever Your Girl)、「甘い誘惑」(Opposites Attract)の計4曲がこのアルバムからビルボード誌のシングルチャートで1位を射止め、一躍人気シンガーの仲間入りを果たすことになる。
1990年、アメリカン・ミュージック・アワードでオープニング・パフォーマンスを披露し、同賞では「フェイバリット・ポップ/ロック女性アーティスト」と「フェイバリット・ダンス・アーティスト」の2部門を受賞。更にオープニング・パフォーマンスはプライムタイム・エミー賞の振付部門を受賞。
1991年にはセカンドアルバム『Spellbound』を発表し、彼女にとって初のバラードシングルとなった「あふれる想い」(Rush,Rush)や、The Promise Of A New Dayの2曲を全米シングルチャートの1位に送り込む、同年12月にはハリウッド・ウォーク・オブ・フェームに名前が刻まれた。
1992年には初のワールドツアーUnder My Spell Tourを開催し、来日公演も実現した。
日本では、1989年にサントリーが当時、輸入販売していたカリフォルニア産ワイン「サントリー カリフォルニア」（すでに販売終了）のCMに出演し、自身のヒット曲Forever Your Girlを多数のダンサーと共に、パフォーマンスしていたことがある。他にも来日公演のスポンサーであったWOWOWのCMやジングル等にも出演していた。
1995年に発表されたサードアルバム『Head Over Heels』は中東風アレンジの「マイ・ラヴ・イズ・フォー・リアル」(My Love is for Real)や、杖を使った振付が特徴的な「クレイジー・クール」(Crazy Cool)などを収録した意欲作だったものの、興業的に失敗に終わったことから、これ以降、現在に至るまで、オリジナルアルバムはリリースされていない。
1990年代後半にはエクササイズのDVDを発売。1997年にはテレビ映画『コールド・アイズ』（原題:Touched by Evil）で主演。

### 2000-2017: 審査員として新たなブレイク
2000年に入りアメリカの人気オーディション番組アメリカン・アイドルの審査員を務めるようになり、人気が再浮上、アメリカ国内で再ブレイクすると共に、2008年には、久々に音楽界にカムバックし、同じくアメリカンアイドル審査員のランディ・ジャクソンのプロデュースで新曲「ダンス・ライク・ゼアズ・ノー・トゥモロー」(Dance Like There's No Tomorrow)を発表している。

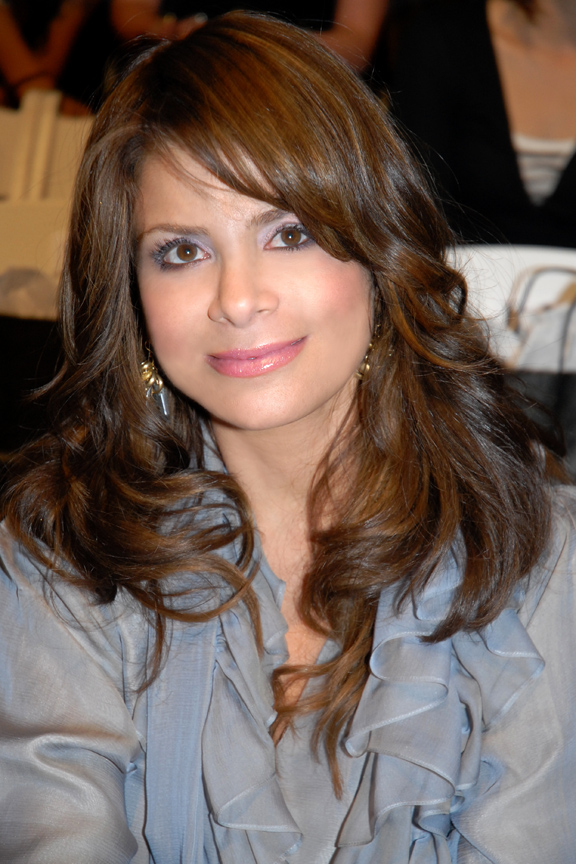
2007年

2009年、9シーズン目のアメリカンアイドルには参加しないことが発表された。同年にはシングルI'm Just Here for the Musicを発表。
2011年、米国版Xファクターに審査員として参加。2015年から2016年にかけて『So You Think You Can Dance』の審査員も務める。

### 2018-現在: コンサート活動の再開と近年の活動
2018年からはコンサート活動を再開。
2019年、ビルボード・ミュージック・アワードでトリを務め、ヒット・メドレーを披露。未だキレのあるダンスや高所からの飛び込みなどを披露しスタンディングオベーションを受けた。
同年8月からはフラミンゴ・ラスベガスにて定期公演「Paula Abdul: Forever Your Girl」をスタートさせ、2020年1月まで24公演を開催。
2024年のインダストリー・ダンス・アワードとガラにてこれまでの功績を称えてポーラ・アブドゥル・レガシー賞が新設、同賞を受賞した。同年にはアリアナ・グランデが「yes,and?」のMVでポーラの「冷たいハート」のMVをオマージュした事を受けて、ポーラは「光栄に思う」とコメントした。

## 私生活
1992年に俳優のエミリオ・エステベスと結婚したが、2年後に離婚している。
過食症を患っていた過去がある。

## ディスコグラフィ

### アルバム
- 1988 『あいつにノック・アウト』(Forever Your Girl)
- 1990 『シャット・アップ・アンド・ダンス』(Shut Up and Dance, リミックスアルバム)
- 1991 『スペルバウンド』 (Spellbound)
- 1995 『ヘッド・オーヴァー・ヒールズ』 (Head Over Heels)
- 2000 『グレイテスト・ヒッツ』（Greatest Hits, ベストアルバム）
「ウィル・ユー・マリー・ミー」と「エイント・ネヴァー・ゴナ・ギヴ・ユー・アップ」を除くシングル曲に『ビバリーヒルズ青春白書』のサントラにのみ収録されていた「ベンド・タイム・バック・ラウンド」、『ヘッド・オーヴァー・ヒールズ』の日本盤ボーナストラック「クレイジー・ラヴ」、初出のメガミックスなどを収録。
- 2007 Greatest Hits: Straight Up!（ベストアルバム）
『アメリカン・アイドル』での人気を受けて発売された『グレイテスト・ヒッツ』のリニューアル版。一部収録曲やヴァージョンが変更され全シングル曲を収録、更にジャケット写真などが異なる。

## 来日公演
WOWOW開局1周年記念 UNDER MY SPELL TOUR
- 1992年2月5日・6日 大阪城ホール、8日・9日 横浜アリーナ、12日－14日 日本武道館

Live in super colosseum -ゆりかもめ開業記念-
- 1995年11月12日 有明コロシアム（共演：小比類巻かほる、杏子）

## 出演

### テレビドラマ
- 『私はラブ・リーガル』(Drop Dead Diva, 2009年-2011年） - ポーラ・アブドゥル判事役（準レギュラー）

### テレビ映画
- 『コールド・アイズ』(Touched by Evil, 1997年）- 主演

### 映画
- 『ブルーノ』(Bruno, 2009年）- 本人役

## 参照
1. 1 2  Duerksen, Sam (2024年6月4日). “Paula Abdul kicks off 2024 Canadian tour in Victoria this fall”.   Monday Magazine. 2024年12月6日閲覧。
2. ↑  Paula Abdul - Grammy
3. ↑  “Paula Abdul - Emmy Awards, Nominations and Wins”.   Television Academy. 2024年12月6日閲覧。
4. ↑  “安室奈美恵『強くてキュートでカッコいい女性＝歌手・安室奈美恵として表現したい！』”.   ORICON (2012年6月27日). 2024年12月6日閲覧。
5. ↑  “Greatest of All Time Hot 100 Women Artists”.   Billboard. 2024年12月9日閲覧。
6. ↑  “PrimeTime Emmy Winners”.   UPI (1990年9月17日). 2025年1月14日閲覧。
7. ↑  Paula Abdul: "I've Decided Not to Return to Idol", retrieved August 4, 2009.
8. ↑  “The New Judges on So You Think You Can Dance Are Paula Abdul and...”.   E! Online (2015年1月12日). 2024年12月7日閲覧。
9. ↑  “Paula Abdul Closes 2019 Billboard Music Awards With Show-Stopping Medley”.   Billboard (2019年5月1日). 2019年9月13日閲覧。
10. ↑  “Paula Abdul, 56, announces her Las Vegas residency titled Forever Your Girl... after a spectacular Billboard Awards performance”.   Daily Mail (2019年5月3日). 2019年9月13日閲覧。
11. ↑  “Paula Abdul Honored with Legacy Award at the 2024 IDA Gala of the Stars”. Industry Dance Award. 2024年10月23日閲覧。
12. ↑  “Paula Abdul Says Ariana Grande’s ‘Yes, And?’ Tribute to Her Is an ‘Honor’”.   Billboard (2024年1月12日). 2024年10月24日閲覧。